# Niels Gerestein
Niels Gerestein (Delft, 11 februari 1971) is een Nederlands oud-voetballer. Hij speelde voor onder meer VVV, Go Ahead Eagles, Helmond Sport en AZ.
Samen met ploeggenoot Eric Orie werd Gerestein in 1990 door VVV overgenomen van USV Elinkwijk. In zijn eerste seizoen bij de Venlose eerstedivisionist groeide de talentvolle linksbuiten direct uit tot een vaste waarde en promoveerde hij naar de Eredivisie. In 1992 verhuurde VVV hem aan Go Ahead Eagles, een jaar later aan South China uit Hongkong waar hij onder andere met landgenoten Ed Roos, Marcel Liesdek en Werner Kooistra samenspeelde. In 1994 keerde de aanvaller terug naar Nederland en ondertekende een contract voor een seizoen bij Helmond Sport. Een jaar later verkaste hij naar AZ, waarmee hij in 1996 kampioen werd van de Eerste divisie. In 1997 keerde Gerestein terug naar de amateurs, waar hij nog jarenlang uitkwam voor diverse clubs.

## Overzicht profcarrière Nederland
| Seizoen | Club              | Land      | Competitie     | Duels | Goals |
| ------- | ----------------- | --------- | -------------- | ----- | ----- |
| 1990/91 | VVV               | Nederland | Eerste divisie | 31    | 5     |
| 1991/92 | VVV               | Nederland | Eredivisie     | 25    | 1     |
| 1992/93 | → Go Ahead Eagles | Nederland | Eredivisie     | 2     | 0     |
| 1994/95 | Helmond Sport     | Nederland | Eerste divisie | 30    | 5     |
| 1995/96 | AZ                | Nederland | Eerste divisie | 14    | 0     |
| 1996/97 | AZ                | Nederland | Eredivisie     | 2     | 0     |
| Totaal  | Totaal            | Totaal    | Totaal         | 104   | 11    |